# 歌スタ!!
『「歌」&「歌い人」発掘バラエティ 歌スタ!! Find the STAR Singer & the STAR Song!』（うた アンド うたいびと はっくつバラエティ うたスタ!! ファインド ザ スター シンガー アンド ザ スター ソング!）は日本テレビ放送網で2005年4月5日から2010年3月30日まで毎週火曜（毎週月曜深夜）0時29分 - 0時59分に放送されたオーディション番組。通称・『歌スタ!!』（うたスタ!!）。
提供スポンサーは第一興商である。番組ネット局は開始当初は基幹6局だったが、10月より放送局が17局ネット、さらに2006年4月に21局ネットに増大した。また、宮崎地区はNNN系列のテレビ宮崎ではなくJNN系列局の宮崎放送が遅れネットしていた。日本テレビ系列局のない沖縄地区では琉球放送が遅れネットしていた。
本稿では略称である歌スタ!!で記述する。

## 司会者
- 東野幸治
- 臼田あさ美
- アンタッチャブル（2005年4月 - 2007年3月）
- チュートリアル（2007年4月 - 2010年3月）

## ナレーター
- デイヴ・フロム

## ウタイビトハンター
「廻る!運命のうたちだい」における審査員としての出演者。毎週この中から5名（組）がランダムに出演する。（50音順。カッコ内は司会の東野の独断で付けたニックネーム）
- 浅田祐介（浅ヤン）
- 家原正樹（マサッキ）
- 市川淳（淳くん）
- 市川喜康（市川くん）
- 井手コウジ
- INORAN（ランラン）
- 今井千尋（ELseさん）
- m.c.A.T（組合長）
- elsa（jealkb）（elsaさん）
- 大谷靖夫
- 岡田実音（プーちゃん）
- オマスガ
- KAZCO（カズコはん）
- 鎌田雅人

- 河口恭吾（アゴひげさん）
- 葛谷葉子（ヨーコたん）
- クボケンジ（クボケン）[4]
- 小名川高弘
- コモリタミノル
- 斉藤英夫（斎藤先生）
- 酒井ミキオ（ミッキー）
- 崎谷健次郎（仙人さん）
- sunbrain
- 清水信之（清水のおっちゃん）
- 鈴木秋則（秋則くん）
- 鈴木大輔
- three tight b
- 妹尾武

- ダイアモンド☆ユカイ（ダイアさん）
- たいせー&まこと[5]
- 平義隆（平家さん）
- 高浪敬太郎（ヒゲさん）
- TAKUYA
- 多胡邦夫（多胡ちゃん）
- 千聖（ちーちゃん）
- つんく
- DJ UTO（UTOくん）
- 堂島孝平
- nao（シロちゃん）
- 西寺郷太（郷太くん）
- 西脇辰弥（西脇のオッサン）
- BOUNCEBACK

- パッパラー河合
- はなわ
- 林田健司（監督）
- 林哲司（大先生）
- HΛL
- 平川達也
- Face 2 fAKE（Face師匠）
- 深沼元昭
- Bro.KONE
- ホフディラン

ワタナベイビー（ベイビー）
- マシコタツロウ
- マーティ・フリードマン
- 松浦晃久（マッツン）

- 山沢大洋（おじさん）
- 米倉利紀
- razz.
- LADY BiRD
- ROCKETMAN

なお、ウタイビトハンターのニックネーム命名の理由として、司会の東野曰く「（2008年6月9日現在で）40組以上のハンターがいるため、苗字だけでは覚えきれないので」とコメントし、ハンター本人の了解を得て名付けている。最近では新たに加わったハンターに東野から予想外のニックネームを付けられ、ハンターたちを困惑させてしまうこともある。

## 廻る!運命のうたちだいのルール
- 「club DAM オーディション」に合格した「うたい人（出場者）」が、自身の歌唱力を「ウタイビトハンター（審査員・以下ハンター）」に審査してもらう。課題曲は自由である。
- 出場するには、通信カラオケのDAMステーション設置店でエントリーして「歌スタ」のオーディション一次審査（歌唱審査）、二次審査（歌唱審査・面接）に合格しなければならない。二次審査に合格すると、麹町のNTVスタジオで第三審査を受ける。
- うたい人は、スタジオのセット中央にあるターンテーブルに立ち、舞台裏から「回り舞台」の形式で登場する。最初の持ち時間は30秒で、ハンターがもっと聴きたいと思った場合は延長ボタン（何度押しても可）を押せば15秒延長される。持ち時間は最大99秒までたまる。ただし、カウントダウンされるタイマーはうたい人の側からは見えない。
- 持ち時間が0になると、伴奏は自動的にフェードアウトされ、その時点で不合格となる。うたい人が立つターンテーブルが再び動き、舞台裏へ強制送還される。
- 見事1コーラス歌いきれば合格となり、合図の鐘をイメージする効果音が流れる。

### 運命のファイナルジャッジ
- 合格したうたい人には、簡単な質問のあと、曲を書くか書かないかを5人のハンターが、「よろしく」か「ゴメンネ」の札を挙げて判定する。
- ハンター全員が「ゴメンネ」札を挙げると、その時点で不合格となり、直ちに舞台裏へ強制送還される。
- 「よろしく」が挙がると最終審査に進む権利が与えられる。「よろしく」札が複数上がった場合、うたい人が「よろしく」札を上げたハンターの中から選択し、楽曲提供者を決定する。
- 「よろしく」札を獲得したうたい人は番組収録後、ハンター指導の下、様々な歌唱トレーニングを受ける。
- 番組放送時には、質問後直ちに判定のシーンに移るが、実際の収録時はハンターが悩んでしまい、判定を出すまで数分かかることもある。

### 井手方式
ハンターがうたい人に別の曲を歌わせて再度判定させたい場合に、「よろしく」と「ゴメンネ」の両方の札を挙げて、追試を実施する方式。ただし、別のハンターが「よろしく」札を挙げていた場合は「よろしく」札を挙げたハンターが優先。複数のハンターから井手方式が出された場合は、追試ではハンターの組数分の曲を歌わなければならない（例：井手方式3組→追試3曲）。最初に「よろしく」と「ゴメンネ」の両札を挙げた井手コウジが考案。なお、井手方式決定のファンファーレは「よろしく」の時と同じだが、放送時の字幕フレームは別の形である。
2007年4月に井手方式にかわって「もういっちょ！」札が新設されたものの、不評だったため再び井手方式に戻されている。
1回の収録で、井手方式判定のうたい人が1名のみの場合は、その放送日の後半で追試の模様をダイジェスト版で放送するが、2名以上の場合は次週の放送へ持ち越しにし、「井手方式追試スペシャル」と題して、通常オーディションから井手方式獲得、追試の歌唱を経て、運命のファイナルジャッジまでの一部始終を放送することがある。

### 運命の最終プレゼン
- うたい人がオーディション合格後、ハンターが作ったオリジナル曲をハンター'Sボス（レコード会社の重役、または専属ディレクター）の前で歌う最終審査。
- ハンター'Sボスから「よろしく」札が挙がれば、晴れてメジャーデビューが出来る。
- 「ゴメンネ」札が挙がると、即刻ハンターと共に舞台裏へ強制送還され、メジャーへの道は白紙となる。
- ハンターによっては「ゴメンネ」の判定に納得せず、再度自身のハンター'Sボスだけでなく、他社のハンター'Sボスにも頼み込んでリベンジプレゼンを行い、悲願の合格を手にするケースもごく稀にある[8][9]。
- 番組放送時にはハンター'Sボスの感想の後、直ちに判定のシーンに移るが、実際の収録時は即決が出来ない場合「審議タイム」を設け、観客席脇でレコード会社のスタッフと話し合ってから、判定を出すこともある。

### 5MENね楽団
一般公募の学生バックバンド。トランペット2名、サックス、トロンボーンの4人編成。うたい人の退場口脇で常時スタンバイし、不合格者（「持ち時間切れ」または全員「ゴメンネ」札の判定）が出た際に退場のBGMを演奏する。その回での登場第１回目のみ、全メンバーが顔が分かるように写され、かつ全員の氏名がテロップ表示される。不合格者が退場し切らないうちに、編集で次の挑戦者に移ることもある。2008年3月までは前後2名ずつの配置だったが、4月からのセット一新により横一列に改められた。

### りべんじオーディション
年末はスペシャル企画になり、20数組のハンターたちが集結。一度は1コーラス歌いきったものの、「ゴメンネ」札で敗れ去ったうたい人の中から、評価が高かった十数名に、再度メジャーへのチャンスを与える「敗者復活戦」が開催される。敗者復活戦のため、「運命のファイナルジャッジ」では「井手方式」の救済措置はなく、「よろしく」札か「ゴメンネ」札のみで判定される。

## スペシャル企画オーディション
通常のウタイビトハンター以外のアーティストが、放送日限定でハンターになって発掘する企画。ゲスト本人の前で自身の歌唱力をアピールする。そのため、うたい人の募集も通常のオーディションと別内容で行われる。

### スペシャル限定のウタイビトハンター
- 和田アキ子（アッコさん）
新たなデュエット曲のパートナーを発掘するため開催された。2008年8月11日と8月18日の2週に分けて放送。[11]
- class
- JAYWALK
- 山根康広
R-35コラボ企画 。上記3組のアーティストが集まり、各々5組ずつうたい人の歌唱力をジャッジした。2008年12月1日と12月8日の2週に分けて放送。
- T-SQUARE
T-SQUAREの楽曲に相応しいボーカリストを発掘する企画 。合格者が出れば、T-SQUAREがプロデュースした楽曲で最終プレゼンに挑む。2009年1月12日放送。
- 茉奈 佳奈
キャンディーズの楽曲「ハートのエースが出てこない」を、茉奈 佳奈と一緒に唄うことができるうたい人を発掘する企画。2009年7月6日放送。[12]
- 岡本真夜
合格者が出れば最終プレゼン無しで、岡本がプロデュースした楽曲にて即メジャーデビューが出来る企画。2010年3月22日放送。

### 特別ルール
- うたい人が1コーラス歌いきれば合格、持ち時間が0になると不合格になる基本ルールは、通常のオーディションと同じである。
- 合格したうたい人には、簡単な質問のあと一旦舞台裏で待機し、全ての合格者が出揃った時点で「運命のファイナルジャッジ」を実施。最も相応しいうたい人1名にゲスト自身から「よろしく」札を出し、最終プレゼン進出者を決定する。
- 井手方式による追試を行い、改めて判定することもできる。

### デビュー決定した歌手
- 岡本茂樹
バンドグループ「bangking」のボーカル担当。和田アキ子が合格者5名の中から、井出方式を経てハントした。デュエットパートナー発掘オーディションのため、そのままメジャーデビュー決定となった。
- 藤岡友香
T-SQUAREが合格者3名の中から、井出方式を経てハントした。ソウル系のバラードを得意としている。最終プレゼンでは、ハンター'Sボスが彼女の声を高く評価し、CDデビューが決定した。
- 大野智美
「茉奈 佳奈デュエットパートナーオーディション」で、合格者4名の中から選ばれた。3人でレコーディングした「ハートのエースが出てこない」は、アルバム「ふたりうた2」のボーナストラックとして収録されている。

## 最終回
- 通常のオーディションは2010年2月22日放送分を以って終了し、3月中は「最終プレゼン祭り」と題して、昨年末の「りべんじオーディション」でハントされたうたい人を中心[13]に、最終プレゼンを最終回まで毎回放送した。しかし、この期間に挑んだ全てのうたい人たちは、あと一歩力が及ばず、メジャーデビューの夢は叶わなかった。
- 「最終プレゼン祭り」期間中は観客無しで収録された。
- 最終回放送時には、最後のプレゼン終了後、木山裕策の合格シーンなど様々なエピソードをまとめた映像のみで、司会の東野をはじめ出演者の挨拶は一切無く、5年間の放送に幕を下ろした。
- 多胡邦夫と岡田実音がハントした、いずれも女性演歌歌手志望のうたい人2名は、放送期間終了までに最終プレゼンを行うことが出来なかった。

## 過去に行われていたコーナー
発掘!J-BALLADの秘宝
隠れた名曲を紹介し、その名曲を番組と契約しているうたい人がスタジオで歌った。また名曲の発売年の補足情報も行っていた。
鼻歌メロ当てクイズ
提供ベース、CMを挟んだ後のエンディングで3人の誰か（歌う人は持ち回り）が何の曲を歌っているかを当てるミニクイズ。後に臼田による「ニャ」音だけで歌うニャニャ歌クイズに変わった。答えが分かった場合は番組の携帯サイトに応募し、正解者の中から抽選でカラオケ3ヶ月無料パスポートが当たる企画だった。

## オーディション出演者

### デビューした歌手・グループ
- カミタミカ
- 湧口愛美
- 丸山和也
- 美月
- 相沢巧弥子
- 柴田英嗣
- 平季唯[14]
- Foxxi misQ
- 林家たい平
- 砂川恵理歌
- 関根奈緒
- 茉奈 佳奈
- ヒグラシ（2007年1月31日に発売されたコンピレーションアルバム『「歌スタ!!」エイベックス・スペシャル・エディション -SONG OF LIFE-』参加）
- アデオス×アデージョ
- FEVER
- 森永真由美
- 木山裕策[15]
- 松澤ミキ[16]
- フルーツ
- 兵庫ゆかり
- 初田悦子
- 成田圭
- 碓井豊
- 久本朋子
- 牛島隆太
番組内で唯一、2社のハンター'Sボスから「よろしく」札を獲得。選択権が与えられた牛島がエイベックスからのデビューを希望した。通常オーディションでの最後の合格者となった。

### デビューが決定している歌手・グループ
- 小山和俊
- 内藤安紀

### デビュー前に出演していた歌手
- 伊藤千晃（AAA）
- TAKAHIRO（EXILE）
- 碧井椿（PINC INC）
- 小林未郁
- 岸洋佑

### その他
- 藤波心
DJ UTOがよろしく札をあげた人物の中で唯一メジャーデビュー出来なかったが番組出演から4年後の2011年3月、脱原発の想いを綴った自身のブログが炎上し「脱原発アイドル」として一躍有名となった。同年、坂本龍一・谷崎テトラプロデュースにより脱原発をテーマにした楽曲「ラブラブハイロ」をリリース。2012年のフジロックフェスティバルには史上最年少アーティストとしてアバロンステージに出演した。番組でDJ UTOが制作した楽曲「school angel」は日本テレビ携帯サイト「着日テレ」裏スタレコーズとして配信された。

- 稲岡綾・鈴木ゆみ
デビューは逃したものの、共に『「歌スタ!!」エイベックス・スペシャル・エディション -SONG OF LIFE-』に参加。
- 岡田麻希
『女が男を嫌う時』でデビューを予定していた。ところが、ハンターの井手コウジが日テレに内緒でカップリング曲に、テレビ東京のアニメ番組『ラブゲッCHU 〜ミラクル声優白書〜』のオープニング曲『なないろなでしこ』を充てていたのが発覚。版権トラブルが生じ、デビューする為の規定に抵触してデビュー取り消しとなった。この件以来、井手は番組に出なくなった。
- 小寺可南子＆墨谷美輝
最終プレゼンでは「ゴメンネ」札であったが、ハンターの鎌田雅人プロデュースの下、インディーズCD「2PEACE@LOVE」を制作、東京と大阪でワンマンライブを開催し、300人を動員。500枚を売り切り、解散。
- 金子麻美
同じく鎌田雅人にハントされるも、最終プレゼンは「ゴメンネ」札の判定に終わる。その後鎌田が番組とは別に、彼女のためにプロデュースを再開。金子も2年半の間、地道なライブ活動を続けていた。メジャーアーティストのコーラスレコーディングを経て、インディーズCD「キミトエガオ」を発売。
- 松岡卓弥
2008年に放送されたりべんじオーディションで1曲歌いきったものの、その場にいたハンター達全員が「ゴメンネ」札を挙げたため不合格に。しかし、翌2009年に開催された「ヘキサゴンオーディション2009」でグランプリを獲得した。
- 杉本拓朗ばんど
ハンター今井千尋と共同制作した楽曲「ひとつ」を最終プレゼンで歌唱した。ファイナルジャッジでハンター'Sボスは「よろしく」札を挙げたが、「ボーカルの杉本拓朗のみ合格」の判定だった。杉本はバンドとして認めてもらえなかったことを理由に、その評価を拒否。再度バンド全体で「ゴメンネ」札の判定を出し、その場で「メジャーデビュー取り消し」になる異例の事態となった。

## 裏スタ!!
最終プレゼンまで進出したものの、ハンター'Sボスの「ゴメンネ」札（不合格）でメジャーデビューを逃したうたい人の楽曲の中から、視聴者に好評だった作品がApple ComputerのiTunes Storeにて音楽配信された（既に配信終了）。

### 配信された楽曲
- 武井泉「perfect world」（市川淳）
- 関戸希美「mermaid」（浅田祐介）
- 藤波心「school angel」（DJ UTO）
- 山岡由佳「crazy for your love」（林哲司）
- 方川貴博「あなたコレクション」（堂島孝平）
- 平間千佳子「おまえでないと」（マシコタツロウ）
  - カッコ内は楽曲を提供したウタイビトハンター

## アラカルト
- 「スター誕生!」以来の日本テレビのオーディション番組（他局を含めると「ASAYAN」以来）。なお当番組は、モノラル放送として放送された最後の音楽番組となった（地上デジタルテレビ放送の開始に伴い、すべての番組がステレオ放送となったため）。
- 番組ロゴ入りTシャツは開始当初からずっと同じデザインである。スタジオ内で撮影などを行うスタッフも、原則ロゴ入りTシャツを着用する[17]。
- 番組開始当初のオープニングは、東野、臼田、アンタッチャブルがユーロビートの歌に合わせて踊っていたが、「ハンター全員出席!各界うたいびとガチガチデビューSP」以降なんでんかんでん社長川原ひろしが毎週、洋楽を歌いながら出演していた。しかし、2006年6月26日の放送にて出演が終了した。
- 2006年1月1日に「行列のできる法律相談所」で丸山和也弁護士が「廻る!運命のうたちだい」に挑戦し、のちにCDデビューしオリコン演歌チャートで1位獲得し、のちに2月に全国30局での1時間スペシャル・4月にレギュラー放送のネット局増大へと繋がった。
- 2006年2月18日に「廻る!運命のうたちだい」の拡大版「ハンター全員出席!各界うたいびとガチガチデビューSP」としてNNN系列全国28局ネットで放送され、内容はこれまでの素人ではなく各界で活躍する有名人らがCDデビューを目指し、歌を披露。その結果、茉奈 佳奈、川原ひろし、林家たい平にハンターから「よろしく」札が挙がった。
- 2006年11月7日・11月14日の2回は、スタジオを飛びだして熊本で公開収録を実施し、「廻る!運命のうたちだいin熊本」として放送した。
- 2008年4月の放送で4年目に入るにあたり、セットを一新することを3月24日の放送で発表。うたい人の入場口（向って右側）・退場口（左側）のゲートがフルカラースクリーンのフレームになり、曲に合わせて様々な映像が流れる。そのほかステージ中央の頭上にはミラーボールも設置され、その下の番組ロゴも金色ベースのものに変更された。また、観覧席も設置されている。なお、入退場口のゲートは変更当初は両開きの自動ドアだったが、うたい人が立つターンテーブルとドアの開閉のタイミングが合わず、4月28日放送分から従来と同じ素早く開閉できる「揚幕式カーテン」に戻された。
- 2009年2月10日の放送で、放送回数が200回になった[18]。
- 2009年4月28日放送分はEPG番組表および日本テレビホームページの番組表において通常行われていない字幕放送の文字が記載されてあった。当然、字幕放送は行われなかった。
- 合格したうたい人の質疑応答のシーンで、観客の笑いを取ってしまった場面では、編集時にチャイムをはじめ、壊れたようなエレキギターの音、仏具の鈴などの効果音を入れることが多い。
- 2009年7月7日放送の「放送5周年記念企画・茉奈 佳奈デュエットパートナーオーディション」の冒頭で、茉奈 佳奈がうたい人として「運命の最終プレゼン」で合格したシーンがエピソードの一場面として再び放映されたが、当時ステージ上での進行役だったアンタッチャブルの顔部分に画像処理がされていた。
- 本番組にコンセプトが類似した「歌ネタゴングSHOW 爆笑!ターンテーブル」が2020年4月よりTBSにて特番としてスタートし、2021年4月11日よりレギュラー放送されている。

## スタッフ

### 2009年12月現在のスタッフ
- 構成 : 桝本壮志、ヒロハラノブヒコ、AKO、さだ
- TM : 江村多加司（以前はSW担当）
- SW : 鎌倉和由
- CAM : 高野信彦
- VE : 矢込宏敬、斉藤孝行、三山隆浩
- VTR : 田口徹、笈川太
- 音声 : 大島康彦
- LP : 谷田部恵美
- LD : 平田丈
- 美術 : 小野寺一幸
- セットデザイン : 本田恵子
- 大道具 : 溝口博志
- 電飾 : 浅野辰也
- 小道具 : 吉田浩
- タイトルCG : P.I.C.S.
- VTR編集 : 佐々木基次（NiTRo〔旧日テレビデオ〕）
- MA : 山崎秀二（NiTRO〔旧日テレビデオ〕）
- 音効 : 井上研一
- 広報 : 西端薫
- TK : 桜井えみこ
- デスク : 津下佳子
- AP : 伊藤真和、長瀬徹
- ディレクター : 錦織信彦、高橋政光、倉田敬之、斉藤カツオ、諏訪裕紀、小川智久、庄野誠、平林義夫
- 演出 : 田中久也
- プロデューサー : 遠藤正累、前田直敬／小山伸一、本橋武夫、チャーリー小林、堀田卓也
- チーフクリエイター : 藤井淳
- 協力 : エンドレス・コミュニケーションズ
- 技術協力 : NiTRo（旧日テレ映像センター）
- 美術・照明協力 : 日テレアート
- 制作協力 : ZION、オフィス・ケーアール、charlie's ZORO、日テレ音楽
- 製作著作 : 日本テレビ

### 以前のスタッフ
- 構成 : 福田雄一
- チーフプロデューサー : 土屋泰則
- 演出・プロデュース : 金田有浩
- ディレクター : 上田崇博、名嘉鎮士
- AP : 中田敦子、羽村直子、阿部知子
- TM : 福王寺貴之
- SW : 米田博之
- LD : 中瀬有紀、安井雅子
- 電飾 : 大澤偉知行

## ネット局
| 放送対象地域   | 放送局             | 系列                                        | 放送日時                           | 備考                               |
| -------------- | ------------------ | ------------------------------------------- | ---------------------------------- | ---------------------------------- |
| 関東広域圏     | 日本テレビ         | 日本テレビ系列                              | 火曜（月曜深夜） 0時29分 - 0時59分 | 制作局                             |
| 宮城県         | ミヤギテレビ       | 日本テレビ系列                              | 火曜（月曜深夜） 0時29分 - 0時59分 | 2005年4月4日スタート               |
| 山形県         | 山形放送           | 日本テレビ系列                              | 火曜（月曜深夜） 0時29分 - 0時59分 | 2006年4月スタート                  |
| 山梨県         | 山梨放送           | 日本テレビ系列                              | 火曜（月曜深夜） 0時29分 - 0時59分 | 2006年4月スタート                  |
| 新潟県         | テレビ新潟         | 日本テレビ系列                              | 火曜（月曜深夜） 0時29分 - 0時59分 | 2005年10月3日スタート              |
| 中京広域圏     | 中京テレビ         | 日本テレビ系列                              | 火曜（月曜深夜） 0時29分 - 0時59分 | 2005年4月8日スタート               |
| 香川県・岡山県 | 西日本放送         | 日本テレビ系列                              | 火曜（月曜深夜） 0時29分 - 0時59分 | [ 20 ]                             |
| 広島県         | 広島テレビ         | 日本テレビ系列                              | 火曜（月曜深夜） 0時29分 - 0時59分 | 2005年10月7日スタート              |
| 高知県         | 高知放送           | 日本テレビ系列                              | 火曜（月曜深夜） 0時29分 - 0時59分 | 開始時期は不明。                   |
| 福岡県         | 福岡放送           | 日本テレビ系列                              | 火曜（月曜深夜） 0時29分 - 0時59分 | 2005年4月4日スタート               |
| 長崎県         | 長崎国際テレビ     | 日本テレビ系列                              | 火曜（月曜深夜） 0時29分 - 0時59分 | -                                  |
| 熊本県         | くまもと県民テレビ | 日本テレビ系列                              | 火曜（月曜深夜） 0時29分 - 0時59分 | 2005年10月3日スタート              |
| 鹿児島県       | 鹿児島読売テレビ   | 日本テレビ系列                              | 火曜（月曜深夜） 0時29分 - 0時59分 | 2005年10月3日スタート              |
| 大分県         | テレビ大分         | フジテレビ・日本テレビ系列 （クロスネット） | 火曜（月曜深夜） 0時29分 - 0時59分 | [ 21 ]                             |
| 北海道         | 札幌テレビ         | 日本テレビ系列                              | 火曜（月曜深夜） 0時59分 - 1時29分 | 2005年4月7日スタート               |
| 岩手県         | テレビ岩手         | 日本テレビ系列                              | 金曜（木曜深夜） 0時52分 - 1時22分 | 10日遅れ                           |
| 静岡県         | 静岡第一テレビ     | 日本テレビ系列                              | 火曜（月曜深夜） 0時50分 - 1時20分 | -                                  |
| 石川県         | テレビ金沢         | 日本テレビ系列                              | 水曜（火曜深夜） 1時20分 - 1時50分 | [ 24 ]                             |
| 近畿広域圏     | 読売テレビ         | 日本テレビ系列                              | 金曜（木曜深夜） 1時08分 - 1時38分 | 2005年4月5日スタート。（3日遅れ）  |
| 鳥取県・島根県 | 日本海テレビ       | 日本テレビ系列                              | 土曜（金曜深夜） 2時00分 - 2時30分 | 2005年10月3日スタート。（2週遅れ） |
| 沖縄県         | 琉球放送           | TBS系列                                     | 火曜 15時50分 - 16時20分           | 2005年10月3日スタート。（1週遅れ） |

### ネット打ち切りの局
- 宮崎放送 水曜（火曜深夜） 1:20 - 1:50（打ち切り後はKKT・KYT・TOSで視聴可）
- 南海放送 火曜（月曜深夜） 0:29 - 0:59（打ち切り後はHTV・RNC・RKC・TOSで視聴可）
- なお、NNN系列局の青森放送、秋田放送、福島中央テレビ、テレビ信州、北日本放送、福井放送、山口放送、四国放送はレギュラー放送を一切ネットせず、2006年2月のスペシャルだけ放送した。